# Nova Olinda
Nova Olinda là một đô thị thuộc bang Ceará, Brasil. Đô thị này có diện tích 284,404 km², dân số năm 2007 là 12891 người, mật độ 45,33 người/km².